# Татляр
Татля́р — село в Дербентском районе Республики Дагестан. Административный центр сельского поселения «Татлярский сельсовет».

## География
Населённый пункт расположен в Приморской низменности, на правом берегу реки Уллучай, в 30 км к северо-западу от города Дербент.

## История
Есть несколько версий происхождения названия села. По одной из версий, предки терекеменской части жителей села Татляр — это таты-мусульмане, позже перешедшие на тюркский (азербайджанский) язык, однако этому противоречит тот факт, что целый ряд современных населённых пунктов, где проживают терекеменцы, имеют аналогичные названия селения Татлар, Татлы в Агдамском, Кельбаджарском, Газахском районах Азербайджана. По версии местных жителей, название села «Татлар» происходит от тюркского слова «татлы». По мнению историка И. Г. Семёнова, название селения Татляр связано вовсе не с кавказскими татами, а с названием огузского племени татляр. 
Ученый-арабист Бедель-гаджи, в апреле 1999 года исследовал кладбище в целях уточнения даты первых захоронений. Установить точную дату невозможно, но первая могила, на котором можно было прочесть на арабском языке, приблизительно датируется 1000 годом мусульманского календаря, что соответствует 1565 году григорианского календаря.
Центр сельсовета с 1921 года.

## Население
| 1895  | 1926 | 1939 | 1970 | 1989  | 2002  | 2010  |
| ----- | ---- | ---- | ---- | ----- | ----- | ----- |
| 342   | ↗440 | ↘429 | ↗700 | ↗1067 | ↗1207 | ↗1510 |
| 2021  |      |      |      |       |       |       |
| ↘1457 |      |      |      |       |       |       |

Национальный состав
По результатам Всероссийской переписи населения 2021 года:
| Народ         | Численность, чел. | Доля от всего населения, % |
| ------------- | ----------------- | -------------------------- |
| азербайджанцы | 1282              | 87,99 %                    |
| даргинцы      | 126               | 8,65 %                     |
| табасараны    | 17                | 1,16 %                     |
| лакцы         | 16                | 1,10 %                     |
| другие        | 16                | 1,10 %                     |
| всего         | 1457              | 100 %                      |